# 218

## Esdeveniments
- 16 de maig - Pàrtia: Elagàbal és proclamat emperador romà pels seus legionaris.
- 8 de juny - Antioquia (Síria): Hi té lloc la batalla que enfronta els partidaris de l'emperador romà Macrí i el pretendent Elagàbal, amb la victòria d'aquest darrer.

## Naixements
- Roma: Gal·liè, darrer emperador romà. (m. 268)

## Necrològiques
- juny - Pàrtia: Macrí, emperador romà, executat.
- juny - Pàrtia: Diadumenià, fill de l'anterior, associat per ell al govern, executat.